# Джон Вокер (гітарист)
Джонатан Джейкоб Вокер (англ. Jonatan Jacob Walker; нар. 17 вересня 1985, Чикаго) — американський гітарист, музикант, колишній басист гурту Panic! at the Disco, засновник та вокаліст-гітарист гурту The Young Veins, що нині переживає хіатус. З 2011 року займається сольною кар'єрою поп-фолк виконавця.

## Музична кар'єра
Про Вокера, як про музиканта світ уперше почув у 2003 році, коли той замінив бас-гітариста гурту 504Plan. Незабаром після приєднання Вокера гурт розпався. Пізніше Джон брав участь у турі гурту The Academy Is... як технік та відеограф. У травні 2006 року Вокер офіційно приєднується до гурту Panic! at the Disco як бас-гітарист та заміна формуючого учасника Брента Уїлсона. На момент приєднання Вокер був найстаршим учасником гурту (йому було 20 років).
Вокер був з Panic!, коли у 2006 році під час церемонії MTV Video Music Awards гурт нагороджували премією за кліп на пісню «I Write Sins Not Tragedies», хоча ні у записі пісні, ні у зйомках кліпу Джон участі не брав.
У липні 2009 року Джон Вокер разом з Райаном Россом залишають гурт, пояснюючи це творчими розбіжностями та створюють гурт The Young Veins. У 2010 гурт здійснює два тури — один з гуртом Foxy Shazam та один з Rooney. 10 грудня 2010 року у своєму блозі на Twitter Вокер повідомляє, що The Young Veins будуть у стані хіатусу, та що творчі та особисті розбіжності були перенесені у інший проект.
Опісля Джон самостійно випустив сольний EP під назвою «Home Recordings» у січні 2011 року та повноцінний альбом «New Songs» у жовтні 2012 року.